# Sarah Born (Schauspielerin)
Sarah Born (* 18. August 1989 in Bozen) ist eine italienisch-österreichische Schauspielerin.

## Leben
Sarah Born absolvierte 2006/07 eine Schauspielausbildung an der Tring Park School for the Performing Arts in Großbritannien. Später studierte sie an der Universität Wien Theater-, Film- und Medienwissenschaft, das Studium schloss sie 2012 als Bachelor of Arts ab. Eine Schauspielausbildung an der Wiener Schauspielschule Krauss schloss sie 2013 mit staatlichem Diplom ab.
Erste Schauspielerfahrungen sammelte sie 2006 am Südtiroler Off-Theater um Rudolf Ladurner. Am Wiener Theater Experiment am Liechtenwerd verkörperte sie 2014 die Titelrolle in Fräulein Julie. Ab 2014 stand sie am Toihaus Theater Salzburg auf der Bühne, unter anderem als Ina in UR, in Antipoden, in Der Tod und das Mädchen und in König Ubu. In der Brotfabrik Berlin war sie 2015 in Bettenrutz zu sehen, 2016 spielte sie an den Vereinigten Bühnen Bozen im Revisor die Rolle der Marja Antonowna.
Im Kinofilm Ungehorsam von Terese Schulmeister hatte sie 2016 eine Hauptrolle als Terese, die sich der Kommune des Aktionskünstlers Otto Muehl anschließt, im Kinofilm Lina war sie 2017 in der Titelrolle der Lina Loos zu sehen. 2016 drehte sie für den Kinofilm Radegund (Regie: Terrence Malick) über Franz Jägerstätter, 2017 stand sie unter der Regie von Reinhold Bilgeri für Dreharbeiten zum Film Erik & Erika über den Skirennläufer Erik Schinegger vor der Kamera.

## Filmografie (Auswahl)
- 2016: Ungehorsam
- 2016: Pokerface – Oma zockt sie alle ab
- 2017: Lina
- 2017: Schnell ermittelt – Viktor Urbach
- 2018: Erik & Erika
- 2019: Der Bergdoktor – Ein neuer Anfang
- 2019: SOKO Donau – Die Todesliste